# 멜 블랭크
멜 블랭크(Mel Blanc, 1908년 5월 30일 ~ 1989년 7월 10일)는 미국의 성우이다.

## 참여 작품

### 영화
- 피노키오 (1940년 영화)
- 우디 우드페커
- 고인돌 가족 플린스톤
- 고인돌 가족 플린스톤 2
- 루니 툰: 백 인 액션
- 톰과 제리 - 톰 / 제리 역

### 텔레비전
- 프린스톤 가족
- 타이니 툰

### 라이브 액션
- 정글북 (1942년 영화)
- 넵툰의 딸
- 티파니에서 아침을
- 비버리 힐빌리즈
- 키스 미 스투피드
- 제임스 모로
- 누가 로저 래빗을 모함했나